# Viola ×wittrockiana
Hybride
Classification phylogénétique
Viola ×wittrockiana est une espèce hybride de  pensée des jardins dont une grande partie des cultivars (« variétés horticoles ») sont issus. Ce sont des plantes herbacées vivaces, généralement cultivées comme des bisannuelles, de la famille des Violaceae. Elle n'existe qu'à l'état cultivé.
Il en existe de très nombreuses variétés qui sont issues d'hybridation entre plusieurs espèces de violettes (genre Viola), notamment Viola altaica Ker Gawl., Viola cornuta L., Viola lutea Huds., Viola tricolor L.
Elles produisent de grandes fleurs très belles la première année de leur floraison, mais dépérissent les années suivantes surtout si on les laisse monter en graines.

## Arts
Redouté a peint Bouquet de pensées en 1827, et, en 1874, Fantin-Latour, une Nature-morte aux pensées. En 1887, van Gogh  a peint Mand met viooltjes. J.-J. Grandville est l'auteur d'une caricature de la pensée dans sa série gravée Fleurs animées, parues en 1867.